# Veliki Komor
Veliki Komor – wieś w Chorwacji, w żupanii krapińsko-zagorskiej, w gminie Mače. W 2011 roku liczyła 397 mieszkańców.